# Кареньон
Кареньо́н (фр. Quaregnon) — город в Бельгии.

## География
Город Кареньон расположен в западной части Бельгии, близ её границы с Францией, в индустриальном районе Боринаж. Считается предместьем Монса. Административно входит в округ Монс провинции Эно региона Валлония. Площадь города составляет 11,08 км². Численность населения равна 18.789 человек (на 2008 год). Плотность населения — 1.696 чел./км².

## Галерея

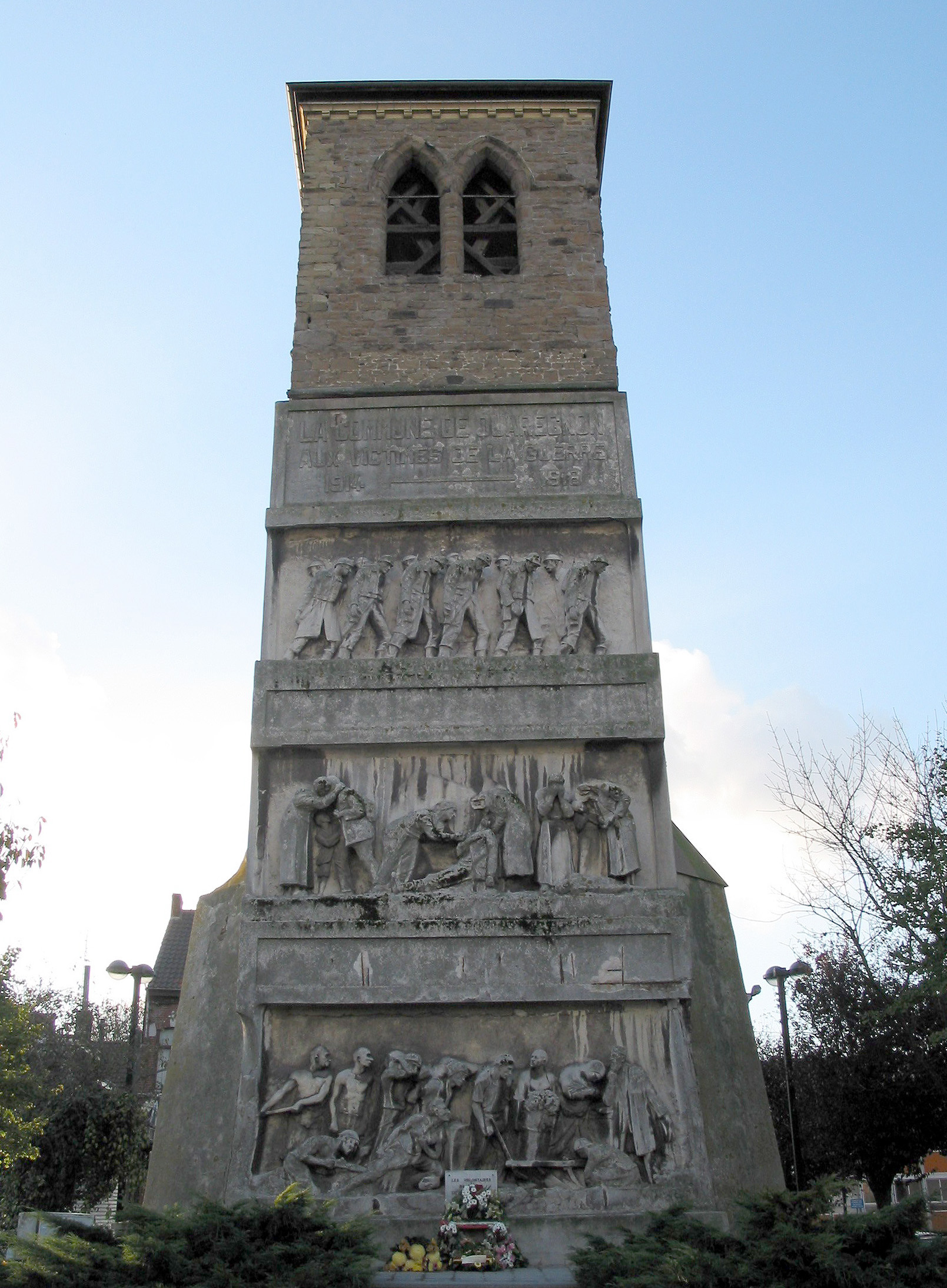
Колокольня старой церкви Сен-Кантен с памятником Павшим в Первой мировой войне
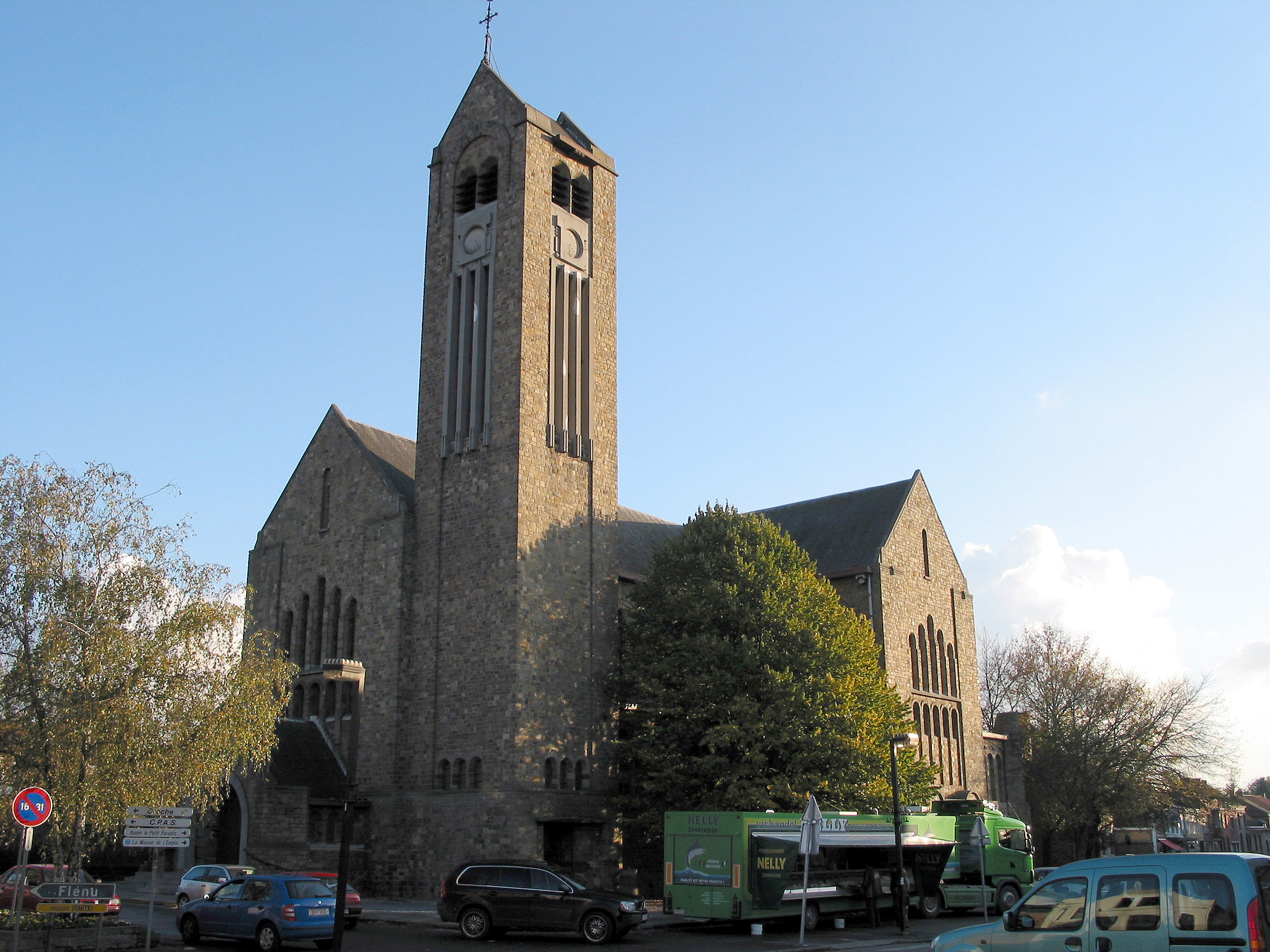
Новая церковь Сен-Кантен (постр. в 1934 году).